# Věra Nováková (státní zástupkyně)
Věra Nováková (* 1975 Beroun[zdroj?]) je bývalá česká státní zástupkyně, lídryně Zelených ve volbách do Sněmovny PČR v roce 2017 v Libereckém kraji.

## Život
Studovala Právnickou fakultu Univerzity Palackého v Olomouci a Právnickou fakultu Univerzity Karlovy v Praze, kde promovala v roce 1999. V roce 2004 nastoupila jako právní čekatelka na Okresním státním zastupitelství pro Prahu-západ. O tři roky později přešla na Okresní státní zastupitelství v Liberci, kam byla téhož roku jmenována do funkce státního zástupce. Od roku 2008 působila na Okresním státním zastupitelství v Jablonci nad Nisou, její specializací byla trestná činnost mládeže a na mládeži a sociálně-právní ochrana dětí.
Prošla výcvikem Bílého kruhu bezpečí, kde jako dobrovolnice působila 8 let, se zaměřením na oběti domácího násilí a stalkingu, dále absolvovala kurz krizové intervence a v neposlední řadě dvouletý psychoterapeutický výcvik pro pracovníky v pomáhajících profesích.
V roce 2010 ještě jako státní zástupkyně sepsala otevřený dopis tehdejšímu ministru spravedlnosti ČR Jiřímu Pospíšilovi proti návratu Renaty Vesecké na pozici vedoucí krajské státní zástupkyně v Hradci Králové. Otevřený dopis podepsalo přes dvě stě státních zástupců a po tomto vyjádření nedůvěry skutečně ke jmenování Renaty Vesecké nedošlo. Podruhé se objevila v médiích poté, kdy v roce 2015 sepsala trestní oznámení Martina Konvičky, mimo jiné za jeho výroky o mletí lidí na masokostní moučku na jeho facebookovém profilu.
Ve volbách do Poslanecké sněmovny PČR v roce 2017 byla lídryní Zelených v Libereckém kraji, ale neuspěla.